# Mantgum
Mantgum is een dorp in de gemeente Leeuwarden, in de Nederlandse provincie Friesland. De plaats ligt tussen Sneek en Leeuwarden, tussen de dorpen Weidum en Oosterwierum, aan de spoorlijn Leeuwarden-Stavoren. 
De Mantgumervaart loopt van Mantgum naar de Zwette.
In 2023 telde het dorp 1.140 inwoners. In het dorpsgebied liggen de buurtschappen Schillaard en Tjeintgum.

## Geschiedenis
Het dorp is ontstaan op een terp aan de Westelijke oever van de Middelzee. Een deel van de terp is afgegraven. Het dorp werd in de 13e eeuw vermeld als Mantingum, in 1329 als Mantinge, in 1386 als Mantinge en Mantingh in 1461 als Mantegum en in 1505 als Mantghum. De naam zou verwijzen naar de woonplaats (heem/um) van het geslacht Mantinge, of Mantinga.
Tussen 1908 en 1984 was Mantgum de hoofdplaats van de gemeente Baarderadeel. Deze gemeente ging per 1 januari 1984 op in de toen nieuwe gemeente Littenseradeel. Per 1 januari 2018 maakt Mantgum deel uit van de gemeente Leeuwarden.

## Beschermd dorpsgezicht
Het dorp bestaat uit veel kenmerkende dorpswoningen. Mantgum trok veel renteniers. De rentenierswoningen zijn er in allerlei soorten en maten, alle met ruime tuinen met dikwijls monumentaal geboomte. Eén tuin, aangelegd in Engelse landschapsstijl, compleet met een prieeltje en een vijver, bevindt zich nog in originele staat.
De dorpskom van Mantgum is aangewezen als beschermd dorpsgezicht en is daarmee een van de beschermde stads- en dorpsgezichten in Friesland. Er staan dan ook aardig wat rijksmonumenten in het dorp, zie ook de Lijst van rijksmonumenten in Mantgum.

## Kerk
De Mariakerk van Mantgum dateert uit circa 1500. De kerk verving een oudere kerk, die uit circa 1200 stamde.

## Molen
Ten oosten van het dorp en ten noordoosten van de buurtschap Tsjerkebuorren staat de Mantgumermolen, een Amerikaanse windmotor.

## Onderwijs
De basisschool van Mantgum heet De Gielguorde.

## Openbaar vervoer
Het dorp heeft een treinstation. Station Mantgum ligt aan de spoorlijn Leeuwarden - Stavoren.

## Sport en cultuur
De kaatsvereniging Jacob Klaver bestaat sinds 1903. Daarnaast is er onder meer een korfbalvereniging, WWC, de Mantgumer Tennis Club en de tafeltennisvereniging MTV'14. 
Het dorp heeft een dorpshuis, het Multifunctioneel Centrum Wjukken. Tussen 1977 en 1999 was het dorpshuis gevestigd in een voormalige school. De dorpskrant ‘Mandeguod’ wordt maandelijks uitgebracht. In Mantgum is verder nog een mannenkoor, de Mantgumer Maten.

## Bekende (oud-)inwoners
De politicus en burgemeester Pier van Gosliga (1926-2019) groeide op in Mantgum. Ook het gezin van Farshad Bashir kwam er te wonen nadat ze uit Afghanistan waren gevlucht.
De Friese acteur, toneelspeler en boekenschrijver Romke Toering woont in Mantgum. Naast dat hij jarenlang regisseur was van het Iepenloftspul Jorwerd is hij ook bekend van de Sonnema Beerenburg reclame. Hierin spreekt hij een stel toeristen aan met de opmerking ‘It kin net’. Wat de toeristen opvatten als ‘het kan’.